# Франополь (Лодзинське воєводство)
Франополь (пол. Franopol) — село в Польщі, у гміні Біла-Равська Равського повіту Лодзинського воєводства.
Населення — 153 особи (2011).
У 1975-1998 роках село належало до Скерневицького воєводства.

## Демографія
Демографічна структура станом на 31 березня 2011 року:
|          | Загалом | Допрацездатний вік | Працездатний вік | Постпрацездатний вік |
| -------- | ------- | ------------------ | ---------------- | -------------------- |
| Чоловіки | 79      | 15                 | 59               | 5                    |
| Жінки    | 74      | 13                 | 42               | 19                   |
| Разом    | 153     | 28                 | 101              | 24                   |